# أرباد بال
أرباد بال (بالمجرية: Pál Árpád)‏ (15 فبراير 1955 - ) هو لاعب كرة يد مجري. شارك في الألعاب الأولمبية الصيفية 1980.

## وصلات خارجية
- أرباد بال على موقع اللجنة الأولمبية الدولية (الإنجليزية)
- أرباد بال على موقع أوليمبيديا (الإنجليزية)
- أرباد بال على موقع اللجنة الأولمبية المجرية (الهنغارية)